# TV Unterboihingen
Der Turnverein Unterboihingen ist ein baden-württembergischer Sportverein aus Unterboihingen, einem Stadtteil von Wendlingen am Neckar. Die Fußballmannschaft des Klubs trat in den 1970ern als zweimaliger Teilnehmer des DFB-Pokals überregional in Erscheinung.

## Geschichte
Der Turnverein Unterboihingen wurde im April 1892 gegründet und 1901 offiziell in das Vereinsregister eingetragen. 1930 entstand beim Verein eine Fußballabteilung, die 1937 dem DFB beitrat und anschließend in der unterklassigen C-Klasse antrat.
Kurz nach dem 60. Geburtstag des Turnvereins gelang der Fußballmannschaft 1953 der Aufstieg in die B-Klasse. Ein Jahr später entstand beim Klub eine Tischtennisabteilung und 1960 kam eine Judoabteilung hinzu. Ein Jahr nach dem 75. Jubiläum schafften die Fußballer den Aufstieg in die A-Klasse.
1973 gelang der Fußballmannschaft des Turnverein Unterboihingen der Gewinn des Bezirkspokals. Im WFV-Pokal machte sich die Mannschaft erstmals einen Namen als Pokalschreck, als der Absteiger aus der zweitklassigen Regionalliga Süd SSV Reutlingen 05 mit 3:2 besiegt wurde. 1975 gelang der Aufstieg in die seinerzeit viertklassige 2. Amateurliga Württemberg und ein Jahr später erreichte die Mannschaft das Endspiel des WFV-Pokals gegen den SSV Ulm 1846. Am 30. Mai 1976 kam es nach 90 torlosen Minuten zur Verlängerung, in der der TVU in der 91. Spielminute in Führung ging. Nachdem der höherklassige SSV Ulm 1846 durch Günter Berti ausgleichen konnte, kam es zum Elfmeterschießen. Dieses konnte der TVU für sich entscheiden und qualifizierte sich damit für den DFB-Pokal 1976/77. Nach einem 8:2-Heimsieg über den nordbadischen Vertreter SG Dielheim aus der 2. Amateurliga Rhein-Neckar und einem 2:1-Auswärtserfolg beim VfR Achern aus der 2. Amateurliga Südbaden wurde als Gegner in der dritten Runde der amtierende Europapokalsieger FC Bayern München zugelost. Am 18. Dezember 1976 liefen die Mannschaften vor 8.500 Zuschauern im Münchner Olympiastadion auf. Nach fünf Minuten bekam der Außenseiter einen Elfmeter zugesprochen. Nachdem dieser verschossen worden war, wurde der FC Bayern seiner Favoritenrolle gerecht und kam durch Tore von Gerd Müller, der fünf Treffer erzielte, Franz Roth, Kjeld Seneca, Josef Weiß und Karl-Heinz Rummenigge zu einem 10:1-Erfolg. Auch für die folgende Spielzeit qualifizierte sich die Mannschaft für den DFB-Pokal, beim fünftklassigen niedersächsischen Verbandsligisten VfV Hildesheim schied man jedoch durch eine 1:4-Niederlage nach Verlängerung in der ersten Runde aus dem Wettbewerb aus.
1980 war der Höhenflug der Fußballmannschaft zu Ende und sie stieg in die A-Klasse ab. 1981 entstanden beim Klub mit der Gründung der Volleyball- und der Faustballabteilung weitere Sektionen. Nachdem die Fußballer 2004 bis in die Kreisliga B abgestiegen waren, gelang 2008 als Meister die Rückkehr in die Kreisliga A. Nach einem zweiten Platz schaffte die Mannschaft nach Siegen in der Relegation den Durchmarsch in die Bezirksliga. 2012 stieg man allerdings wieder in die Kreisliga A und 2015 sogar in die Kreisliga B ab. 2018 gelang der Wiederaufstieg in die Kreisliga A und 2023 der Wiederaufstieg in die Bezirksliga.